# スーパーロボット大戦Scramble Commander
『スーパーロボット大戦Scramble Commander』（スーパーロボットたいせん スクランブルコマンダー）とは、2003年11月6日にバンプレストから発売されたPlayStation 2専用ゲームソフト。
キャッチコピーは「戦局は指揮官が握る」。

## 概要
SDで表現されたロボットたちが競演するクロスオーバー作品「スーパーロボット大戦シリーズ」の一つ。シリーズ内シリーズであるScramble Commanderシリーズの1作目にあたる。ベックの開発した『ジオニックフロント』をベースに従来のシミュレーションRPGではなくリアルタイムシミュレーションとして開発された。タイトルロゴのカラーは通常は金色だが、本作は「いつものスパロボとは違うため」という理由で銀色となっている（ロゴが銀色なのは、『新スーパーロボット大戦』と本作のみ）。
本作では、各ユニットを直接操作する事がない。司令官として戦場のユニットに指示を出せば自動で行動や戦闘を行うので、プレイヤーは指示のみでミッションの完遂を目指すことを目的とする。
今までのシリーズ作品とは異なり、登場するロボットはSDではなくリアルサイズの3DCGで表現される。ただしロボット間のサイズ差は厳密ではなく、プレイ時に違和感が無いようにある程度補正されている。オープニングデモは東京都内各地でロケーションが行われ、町中で戦うスーパーロボットがリアルなCGで表現された。
シリーズでは恒例となっているオリジナル主人公は存在しないが、司令官を務める『新世紀エヴァンゲリオン』の葛城ミサトの登場頻度が高く、実質的に主人公扱いされている（CMナレーションもミサト役の三石琴乃が担当）。
従来のシステムを取り入れるなど変更点を多く導入した続編『スーパーロボット大戦Scramble Commander the 2nd』が2007年11月1日に発売された。

## ストーリー
人類が宇宙に進出して半世紀以上が過ぎたころ。地球連邦軍とジオン公国軍による一年戦争と呼ばれる史上最大の戦争が勃発、地球連邦軍の勝利によって終結したものの、アースノイドとスペースノイドの確執は深まるばかりだった。
地球連邦軍は特殊私兵部隊ティターンズを結成、前大戦のジオン残党の掃討・弾圧にあたらせていた。また、彼らとスペースノイドの台頭を恐れたロームフェラ財団は私兵集団OZを結成。地球連邦軍の支配を画策する。
この事態に、連邦軍の有志達は反地球連邦組織エゥーゴやその支援組織カラバを結成。地球圏は再び戦火に包まれるかと思われたが、このタイミングで新たな勢力が独自に地球侵攻を開始した。
人間以外の知的生命体達――地下勢力ミケーネ帝国や恐竜帝国、妖魔帝国。外宇宙の異星人キャンベル軍とムゲ・ゾルバドス帝国軍。そして謎多き攻撃者、使徒――の侵攻に、人間達は牽制しあいながらも立ち向かい、日本各地のスーパーロボット達の活躍も相まって、戦争は膠着状態に陥る。
そんな時に予期せぬ来訪者が。太平洋上に現れたのは、強大な特殊能力を発揮する巨大構造物(剣)ソーディアンであった。その強大な力を我が物にせんとする各勢力は再び行動を開始する。ここに、再び戦いの火蓋は切られるのであった。

### 特機部隊組織名
主役ロボット達が所属する組織名は「特務部隊SEATH（シース）」。意味は「鞘」で、剣（ソーディアン）を鞘（シース）が収めるというところから来ている。一部の作品では自分の好きなように組織名を変えられるが、本作品では不可能となっている。

## 登場作品

### 一覧
- 超獣機神ダンクーガ
- 新世紀エヴァンゲリオン
- THE END OF EVANGELION Air/まごころを、君に
- 機動戦士ガンダム
- 機動戦士ガンダム 第08MS小隊
- 機動戦士Ζガンダム
- 機動戦士ガンダムΖΖ
- 機動戦士ガンダム 逆襲のシャア
- 新機動戦記ガンダムW
- 新機動戦記ガンダムW Endless Waltz
- マジンガーZ
- グレートマジンガー
- ゲッターロボ
- ゲッターロボG
- 超電磁ロボ コン・バトラーV
- 勇者ライディーン
- バンプレストオリジナル

### 解説
登場作品は今まで以上にシステム重視かつ、本シリーズでの登場回数が多く、なじみの深い作品から選ばれている。また、『新世紀エヴァンゲリオン』は直近の作品で登場していないことと、地上戦メインということで採用された。
『新機動戦記ガンダムW』のストーリーを採用し、ヒイロ・ユイの機体のみを『新機動戦記ガンダムW Endless Waltz』から拝借している。

### 登場機体およびパイロット
- マジンガーZ / 兜甲児
- グレートマジンガー / 剣鉄也
- ガンダム / アムロ・レイ
- ガンダムEz8 / シロー・アマダ
- グフカスタム / アイナ・サハリン
- Ζガンダム / カミーユ・ビダン
- 百式 / クワトロ・バジーナ
- ΖΖガンダム / ジュドー・アーシタ
- νガンダム / アムロ・レイ
- ウイングガンダムゼロカスタム / ヒイロ・ユイ
- トールギス / ゼクス・マーキス
- ゲッター1 / 流竜馬
- ゲッタードラゴン / 流竜馬
- コン・バトラーV / 葵豹馬
- ダンクーガ / 藤原忍
- EVA初号機 / 碇シンジ
- EVA弐号機 / 惣流・アスカ・ラングレー
- EVA零号機・改 / 綾波レイ
- ライディーン / ひびき洸

### パッケージ登場機体
- マジンガーZ（マジンガーZ）
- ダンクーガ（超獣機神ダンクーガ）
- エヴァンゲリオン初号機（新世紀エヴァンゲリオン）
- コン・バトラーV（超電磁ロボ コン・バトラーV）
- ライディーン（勇者ライディーン）
- ウイングガンダムゼロカスタム（新機動戦記ガンダムW Endless Waltz）

## システム
戦闘は1〜4機の小隊で行われ、プレイヤーは司令官となり各ロボットに直接指示を出す。従来のように武器を直接指定することはなく、攻撃目標や戦術を指定してそれを見守る形になるため、ロボットを駒として割り切り戦場全体を見渡して指示を出す必要がある。
- 戦闘はリアルタイムで行われ、状況に応じてユニットごとに作戦を変更しながらクリア条件達成を目指す。
- ブリーフィングフェイズが戦闘前にある。強化パーツの購入やユニットの改造、マップへの配置などができる。

## スタッフ
プロデューサー
寺田貴信
五十嵐恒三
じっぱひとからげ
菊池博
ディレクター
岸武彦
脚本
岸武彦
山崎論
千住京太郎

## プロモーション

### C3 2003
2003年8月23日、24日に幕張メッセにて開催されたキャラクタホビーイベント「Cultural Convention of Characters 2003」に本作は出展された。
特設ブースではバンプレストの寺田貴信、ベックの五十嵐恒三、声優の緑川光、かかずゆみによるトークショーを開催。ささきいさお、堀江美都子、MIQによるステージライブも行われた。

### テレビCM
CMナレーションには『ゲッターロボ』の流竜馬などを演じた神谷明と『新世紀エヴァンゲリオン』の葛城ミサト役の三石琴乃の2人のものと、中田譲治と茉樹代の2人が担当したものがある。
CMソングは、茉樹代の歌う『NEGAI』。

### 購入特典
予約特典は、有名作家陣による描き下ろしイラストや、原作に対する著名人からのメッセージを収録した小冊子「スーパーロボット大戦Scramble Commander 登場作品設定資料集」。

## 関連商品

### 攻略本
- スーパーロボット大戦Scramble Commander 完全解析ファイル ISBN 9784575164091
- スーパーロボット大戦Scramble Commander ザ・コンプリートガイド ISBN 9784840225816
- スーパーロボット大戦Scramble Commander パーフェクトファイル ISBN 9784047071391
- スーパーロボット大戦Scramble Commander Aggressive Tactics Report 攻勢戦術報告書 ISBN 9784087792676
- スーパーロボット大戦Scramble Commander 完全攻略ガイド ISBN 9784063396881
- スーパーロボット大戦Scramble Commander パーフェクトガイド ISBN 9784797325829

### コミック
スーパーロボット大戦スクランブルコマンダー アンソロジー戦線
2004年3月12日初版、双葉社、アクションコミックス。ISBN 9784575938784
複数作家による二次創作短編漫画。
スーパーロボット大戦スクランブルコマンダー 4コマ戦線
2004年3月12日初版、双葉社、アクションコミックス。ISBN 9784575938753
複数作家による二次創作4コマ漫画。